# والری اورورا
والری آنیتا اورورا (به انگلیسی: Valerie Anita Aurora) فعال حقوق زنان و مؤسس یک سازمان غیرانتفاعی به نام پیشگامان آدا است که به دنبال افزایش مشارکت زنان در جنبش فرهنگ آزاد، فناوری متن‌باز و فرهنگ متن‌باز است. اورورا همچنین در جامعه لینوکس به خاطر دفاع از توسعه سیستم فایل‌های جدیدی از جمله چانک‌اف‌اس و فایل سیستم یونیون هم شناخته می‌شود. نامی که هنگام تولدش بر روی او گذاشتند وال هنسون بود، اما او کمی قبل از سال ۲۰۰۹ این نام را تغییر داد. او نام میانی خود را از نام یکی از دانشمندان زن علوم رایانه به نام آنیتا بورگ انتخاب کرده‌است. در سال ۲۰۱۲، اورورا و دیگر بنیانگذار پیشگامان آدا، ماری گاردینر، از طرف مجله اس‌سی به عنوان دو نفر از تاثیرگذارترین افراد در امنیت رایانه نامیده شدند. والریا در سال ۲۰۱۳ جایزه متن‌باز آوریلی را دریافت کرد.

## دوران جوانی و تحصیلات
اورورا در نیومکزیکو بزرگ شد و در خانه به تحصیل پرداخت. او در سال ۱۹۹۵ وقتی که در دف‌کان حضور پیدا کرد، به برنامه‌نویسی رایانه‌ای علاقه‌مند شد. او در مؤسسه معدن و فناوری نیو مکزیکو به تحصیل در رشته‌های علوم رایانه و ریاضیات پرداخت.

## برنامه‌نویسی
او اولین بار وقتی که در سال ۲۰۰۲ در شرکت سان مایکروسیستمز بر روی زی‌اف‌اس کار می‌کرد، درگیر توسعه فایل‌سیستم‌ها شد. او سپس به آی‌بی‌ام رفت و در گروه تئودور تسو به کار پرداخت، آنها گسترش فایل‌سیستم‌های ext2 و ext3 را در نظر داشتند. در هنگام کار در شرکت اینتل، او برای فایل‌سیستم ext2، قابلیت‌های بیت کثیف و atime نسبی را پیاده‌سازی کرد. اورورا در کنار «آریان فان دِفِن»، ایده اصلی فایل‌سیستم چانک‌اف‌اس را پایه‌گذاری کردند که با تقسیم کردن سیستم فایل به قسمت‌های مختلف، باعث ساده کردن بررسی و اشکال‌زادیی فایل‌سیستم می‌شد. او در سال ۲۰۰۹ به شرکت ردهت رفت و در آنجا به عنوان یک توسعه‌دهنده فایل‌سیستم در هسته لینوکس و همچنین به عنوان مشاور لینوکس مشغول به کار شد.

## پیشگامان آدا
او که یک فعال حقوق زنان در جامعه متن‌باز بود، پس از اینکه نوری شرلین در کنفرانس آپاچی سال ۲۰۱۰ مورد آزار جنسی قرار گرفت، به ماری گاردینر و اعضای وبلاگ Geek Feminism برای توسعه دادن سیاست‌های ضد آزار و اذیت در کنفرانس‌ها پیوست. اورورا شرکت ردهت (که در آنجا به عنوان توسعه‌دهنده هسته لینوکس مشغول به کار بود) را ترک کرد و به همراه گاردینر در فوریه ۲۰۱۱ سازمان پیشگامان آدا را بنیان نهادند. نام این سازمان از آدا لاولیس گرفته شده‌است. آدا لاولیس زنی بود که به همراه چارلز بابیج کار می‌کرد و به عنوان اولین برنامه‌نویس رایانه در دنیا شناخته می‌شود.